# Incendie volontaire

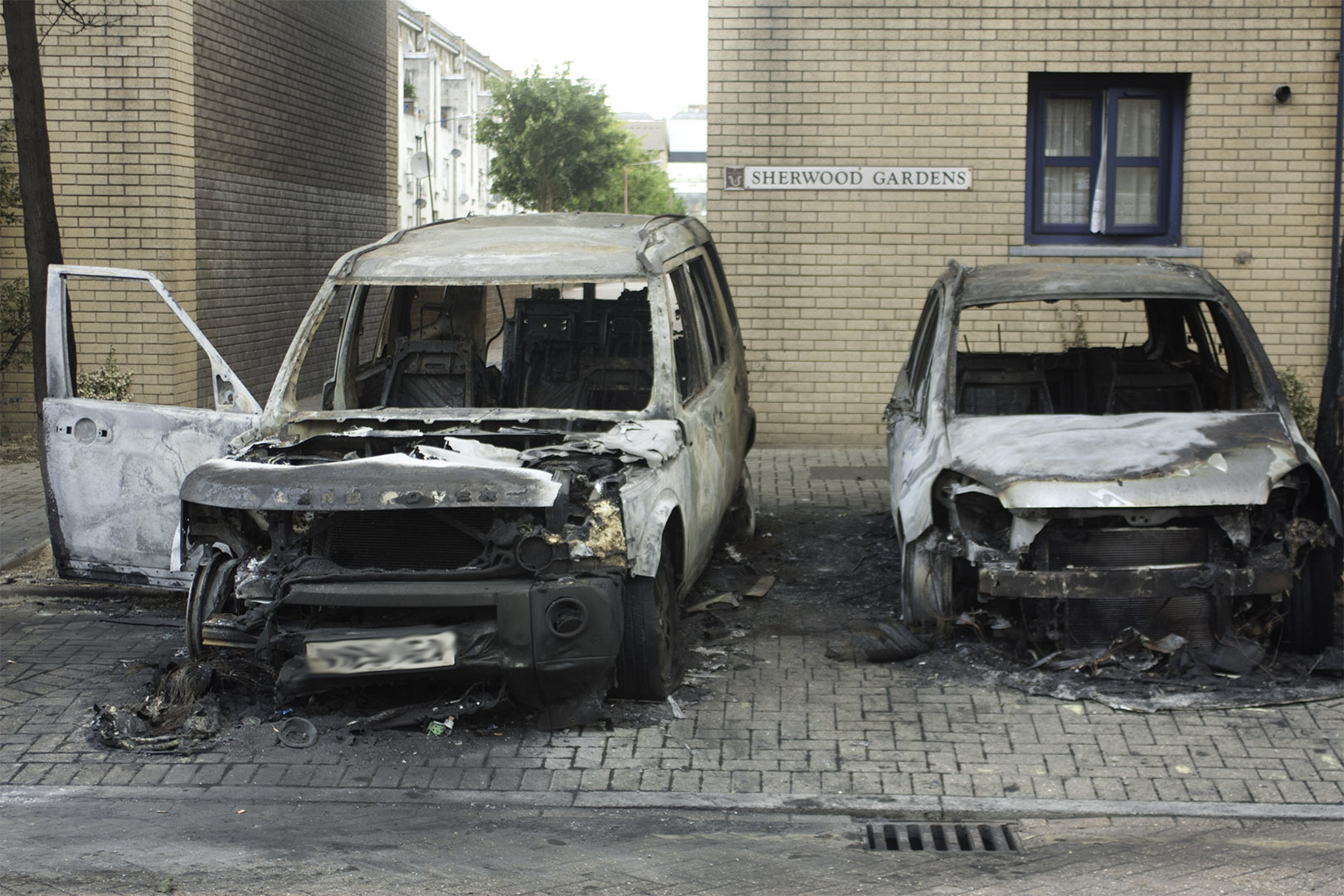
Véhicules détruits par incendie volontaire en Grande-Bretagne en 2011

L'incendie volontaire ou, plus souvent, l'incendie criminel est l'incendie causé volontairement et de manière criminelle.

## Motivations

### Pyromanie
Le principal motif pour la commission d'un tel crime est la pyromanie, manie poussant des individus à mettre le feu à des bâtiments, des forêts ou autres articles inflammables.

### Fraude
La fraude à l'assurance est aussi un motif à la commission d'incendies volontaires : des individus peuvent ainsi mettre le feu à des articles ou des bâtiments assurés afin de percevoir la prime d'assurance.

### Extorsion
L’extorsion est encore un motif pour la commission de ce crime : ainsi un propriétaire pourra se voir menacé d'incendie s'il ne paie pas une certaine somme ; ce procédé fut notamment utilisé par les sommeurs sous la Révolution. La Mafia et le FLNC et divers bandits utilisent encore ce genre de procédés afin d'extorquer l'impôt révolutionnaire.

### Théorie du complot
Certaines théories du complot qui circulent dans les milieux complotistes et/ou climato-scepticites émettent l'idée que ces feux ou une partie de ces feux sont des incendies criminels d'origine étatique, gouvernementale ou militaire, volontairement provoqués par les États ou gouvernements à des fins de contrôle et de soumission des populations.

## Histoire
Durant une grande partie de l'histoire, l'incendie pouvait entrainer de graves conséquences envers l'intégrité corporelle, allant de graves blessures à la mort; cet acte pouvait aussi entrainer des dégâts matériels tels que la destruction d'un bâtiment, la perte de récoltes ou de biens ou même la mise en danger d'un village voire d'une ville entière, ceci dans un contexte où le bois était le principal matériau de construction et où les systèmes d'assurances et de solidarité sont peu développés voire inexistants.
Par conséquent, cet acte a toujours été sévèrement réprimé en tant que crime capital par les civilisations au cours du temps, que ce soit l'antiquité, le Moyen Âge ou le premier Empire ; sous l'Ancien Régime ce crime était considéré comme un crime atroce, c'est-à-dire crime ne pouvant être ni amnistié ni prescrit.
Dans les années 1960, six États fédérés américains punissaient l'incendie volontaire de mort (la dernière exécution pour ce crime ayant eu lieu dans les années 1880); les dernières lois punissant de la peine capitale l'incendie volontaire d'une habitation ne furent abrogées en France qu'en 1980 avec la loi sécurité et liberté et aujourd'hui encore dans le monde 17 juridictions punissent de mort ce crime.
De nos jours, la répression de ce crime s'est atténuée à cause des progrès dans la construction et la sécurité civile, notamment l'utilisation de matériaux plus résistants au feu tels que le béton ou l'acier, l’amélioration de la formation et du matériel mis à disposition pour les pompiers ou bien le fait que les bâtiments sont maintenant conçus pour favoriser leur évacuation rapide, réduisant ainsi le nombre de pertes humaines; de plus les systèmes d’assurances et de solidarité réduisent l'impact de l'incendie sur les propriétaires.

## Formes
Les feux peuvent se manifester sous diverses formes, soit locales ou isolées visant un groupe humain, une personne ou une famille, un impact beaucoup plus vaste comme menant à des mégafeux, visant tout un environnement.
Ainsi, le déclenchement des mégafeux serait le plus souvent d’origine humaine criminelle s'il n'est pas accidentel.

## Droit par pays

### Canada
En droit canadien, l'incendie criminel est puni par les articles 433 à 436 du Code criminel.

### États-Unis
Selon la doctrine du homicide concomitant d'une infraction majeure, la mort causée durant la commission d'une felony est considérée et punie comme homicide volontaire.

### France
Dans le Nouveau Code pénal, l'incendie volontaire est englobé dans la catégorie des destructions volontaires.
La destruction volontaire mettant en danger les personnes est punie, dans ses formes simples, de 10 années d'emprisonnement, ; la peine est portée à 15 ans de réclusion criminelle si une ITT de 8 jours au plus a été causée chez autrui, à 20 si elle est commise en bande organisée, si elle a causé une ITT de plus de 8 jours chez autrui ou si elle a été commise avec motivations racistes.
Cet acte est passible de 30 ans de réclusion criminelle si une infirmité permanente en est résultée et de la réclusion criminelle à perpétuité si la mort d'autrui a été causée.
La tentative de tels actes est punie comme l’infraction même.

### Royaume-Uni
L'incendie volontaire est passible de la perpétuité d'après le Criminal Damage Act 1971.

### Suisse
En Suisse, l'incendie intentionnel est puni par le Code pénal.